# Kanton Dijon-5
Dijon-5 is een kanton van het Franse departement Côte-d'Or. Het kanton maakt deel uit van het arrondissement Dijon.

## Gemeenten
Het kanton Dijon-5 omvatte tot 2014 de volgende gemeenten:
- Corcelles-les-Monts
- Dijon (deels, hoofdplaats)
- Flavignerot
- Fleurey-sur-Ouche
- Lantenay
- Pasques
- Prenois
- Velars-sur-Ouche

Na de herindeling van de kantons bij decreet van 18 februari 2014, met uitwerking op 22 maart 2015, omvat het enkel nog een (zuidelijk) deel van Dijon.